# غافان هورسلي
غافان هورسلي (بالإنجليزية: Gavan Horsley)‏ هو لاعب اتحاد الرغبي أسترالي، ولد في 1933 في Coorparoo, Queensland ‏ في أستراليا.